# صنع الجعة

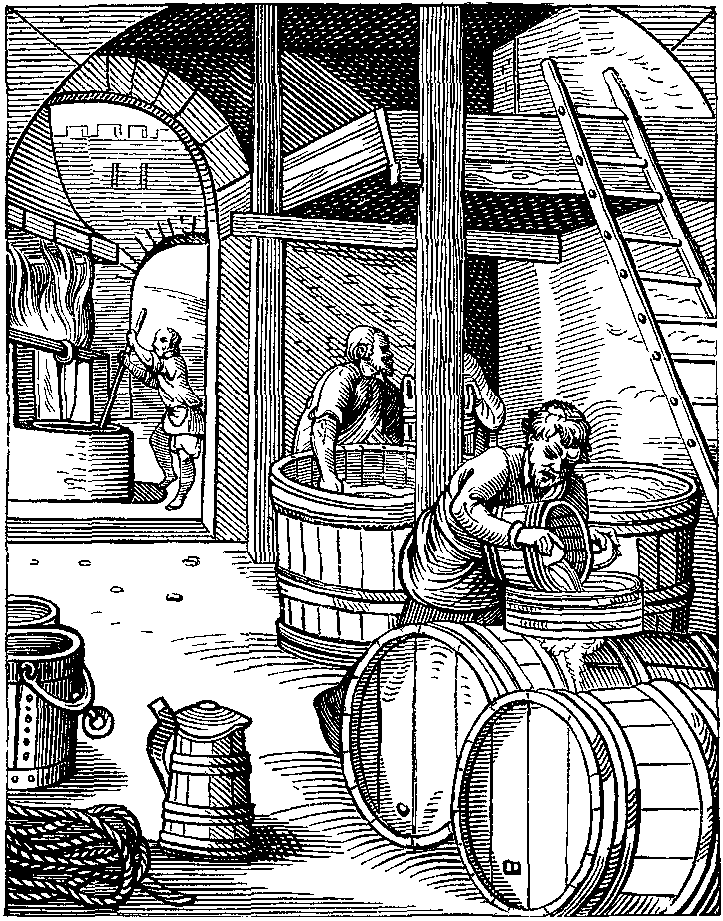
مصنع جعة في القرن 16

صنع الجعة هي عملية إنتاج الجعة (البيرة) من خلال نقع مصدر النشا (عادة الحبوب) في الماء ثم تخمر مع الخميرة. يتم ذلك في مصنع الجعة، تعتبر صناعة الجعة جزء من معظم اقتصادات الغرب. وقد عرفت طريقة تصنيع الجعة منذ تقريبا الألف السادسة قبل الميلاد، وتشير الأدلة الأثرية أن هذه التقنية تم استخدامها في معظم الحضارات الناشئة مثل مصر القديمة وبلاد ما بين النهرين.
يُسمَّى صانع الجعة سُوبِيّ أو جِعاتِيّ.